# Sainte-Soulle
Sainte-Soulle è un comune francese di 3 599 abitanti situato nel dipartimento della Charente Marittima nella regione della Nuova Aquitania.

## Società

### Evoluzione demografica
Abitanti censiti